# Маркиз Бьют
Маркиз Бьют, также маркиз графства Бьют (англ. Marquess of Bute) — наследственный титул в системе Пэрства Великобритании. Создан 27 февраля 1796 года для Джона Стюарта, 4-го графа Бьюта (англ., 1744—1814).

## История семьи
Эта ветвь рода Стюартов происходит от Джона Стюарта (род. 1360), шерифа графства Бьют, внебрачного сына короля Шотландии Роберта II Стюарта от Мойры Лейч. Джон Стюарт получил во владение от своего отца острова Бьют, Арран и Грейт-Камбрей. Он был известен как «Черный Стюарт» из-за тёмного цвета лица. Его брат Джон Стюарт Дандональд был известен как «Рыжий Стюарт». В 1400 году шотландский король Роберт III Стюарт подтвердил своей грамотой предоставление земель Джону Стюарту.

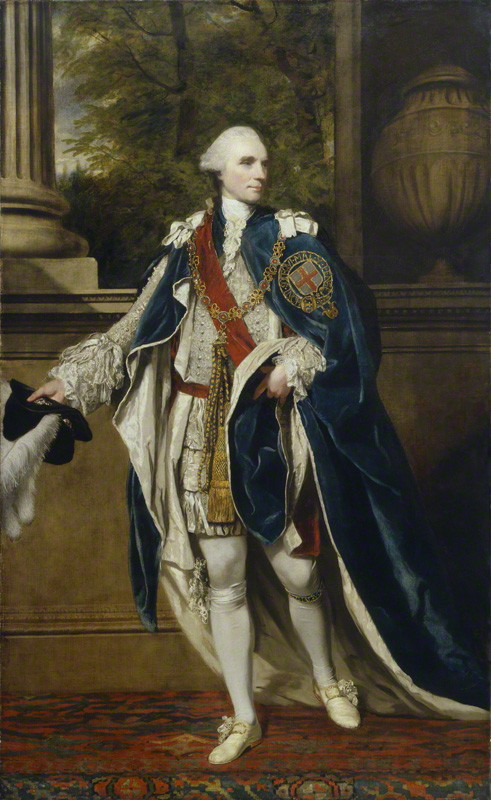
Джон Бьют, 3-й граф Бьют (1713—1792), премьер-министр Великобритании (1762—1763)

Около 1385 года Джон Стюарт получил должность наследственного шерифа графства Бьют от своего отца Роберта II Стюарта. Он скончался в 1449 году в возрасте 89 лет.

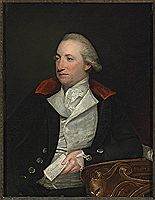
Джон Стюарт, 1-й маркиз Бьют (1744—1814)

28 марта 1627 года Джеймс Стюарт (ум. 1662), потомок Чёрного Стюарта в седьмом поколении, получил титул баронета из Бьюта (Баронетство Новой Шотландии). Его внук, сэр Джеймс Стюарт, 3-й баронет (ум. 1710), представлял Бьют в парламенте Шотландии и был одним из членов комиссии, которая вела переговоры о заключении унии между Шотландией и Англией. В 1703 году он стал пэром Шотландии, получив титул лорда Маунтстюарта, Камры и Инчмарнока, виконта Кингарта и графа Бьюта. Его сменил его сын, Джеймс Стюарт, 2-й граф Бьют и 2-й лорд Маунтстюарт, Камра и Инчмарнок, 4-й баронет из Бьюта (ум. 1723). Он заседал в Палате лордов Великобритании в качестве избранного шотландского пэра-представителя и лорда-лейтенанта графства Бьютшир. Его преемником стал его сын, Джон Стюарт, 3-й граф Бьют (1713—1792). Он был видным политиком и любимцем короля Георга III. Он занимал посты государственного секретаря Северного Департамента (1761—1762) и премьер-министра Великобритании (1762—1763). Лорд Бьют был женат на Мэри, дочери Эдварда Уортли Монтегю и его жены, писательницы Леди Мэри Уортли Монтегю. В 1761 году Мэри Уортли Стюарт получила титул баронессы Маунтстюарт из Уортли в графстве Йоркшир (Пэрство Великобритании). Им наследовал их старший сын Джон Стюарт, 4-й граф Бьют (1744—1814), который унаследовал титулы барона Маунтстюарта (1794) и графа Бьюта (1796). В 1766 году он женился на достопочтенной Шарлотте Джейн, дочери и наследнице Герберта Виндзора, 2-го виконта Виндзора, сына Генри Виндзора, 1-го виконта Виндзора, и его жены Леди Шарлотты, дочери Филиппа Герберта, 7-го графа Пембрука. Благодаря этому брачному союзу Стюарты получили огромные земельные владения в Южном Уэльсе. В 1776 году за 16 лет до того, как он стал преемником своего отца в графстве, Джон Стюарт стал пэром Великобритании, получив титул барона Кардиффа из замка Кардифф в графстве Гламорган, в знак признания его значительных валлийских поместий. В 1796 году для него были созданы титулы графа Виндзора, виконта Маунтджоя из острова Уайт и маркиза графства Бьют. Все эти титулы были Пэрством Великобритании. Джон Стюарт, лорд Маунтстюарт (1767—1794), старший сын и наследник 1-го маркиза Бьюта (который скончался при жизни отца), женился на Леди Элизабет Пенелопе, дочери и наследнице Патрика Макдуала, 6-го графа Дамфриса (1726—1803). Джон Крайтон-Стюарт (1793—1848), старший сын лорда Маунтстюарта, стал преемником своего деда по матери в качестве 7-го графа Дамфриса (1803). В 1814 году после смерти своего другого деда по отцовской линии он унаследовал титул 2-го маркиза Бьюта. В 1805 году он получил королевское разрешение на дополнительную фамилию «Крайтон». Ему наследовал его единственный сын, Джон Патрик Крайтон-Стюарт, 3-й маркиз Бьют (1847—1900). Он был учёным, антикваром, меценатом и покровителем архитектуры, а также занимал пост лорда-лейтенанта Бьютшира (1892—1900). 3-й маркиз Бьют в конце 1868 года принял католическую веру, с тех пор семья стала исповедовать католицизм. Его сын, Джон Крайтон-Стюарт, 4-й маркиз Бьют (1881—1947), также служил лордом-лейтенантом графства Бьютшир (1905—1920). Его внук, Джон Крайтон-Стюарт, 6-й маркиз Бьют (1933—1993), который сменил своего отца в 1956 году, занимал посты лорда-лейтенанта Бьютшира и (1967—1975) и лорда-лейтенанта Аргайла и Бьюта (1990—1993). Его старший сын, Джон Крайтон-Стюарт, 7-й маркиз Бьют (1958—2021), сменивший отца в 1993 году был успешным автогонщиком.
По состоянию на 2024 год, обладателем маркизата являлся его единственный сын Джон Брайсон Крайтон-Стюарт, 8-й маркиз Бьют, сменивший отца в 2021 году.
Маркизы Бьют являются наследственными вождями шотландского клана Стюарт из Бьюта.

## Другие известные члены семьи Крайтон-Стюарт
- Роберт Стюарт (ок. 1655—1710), младший сын 1-го баронета. В 1707 году получил титул баронета из Тилликолтри
- Достопочтенный Джеймс Стюарт-Маккензи (1719—1800), хранитель Малой печати Шотландии (1763—1765, 1766—1800), депутат Палаты общин. Младший сын 2-го графа Бьюта. После смерти своей бабушки по отцовской линии унаследовал имущество Маккензи и получил королевское разрешение на дополнительную фамилию «Маккензи»
- Достопочтенный Джеймс Стюарт-Уортли-Маккензи (1747—1818), политик и депутат, второй сын 3-го графа Бьюта и отец Джеймса Стюарта-Уортли, 1-го барона Уорнклиффа (1776—1845)
- Достопочтенный сэр Чарльз Стюарт (1753—1801), генерал-лейтенант британской армии, четвёртый сын 3-го графа Бьюта
- Чарльз Стюарт, 1-й барон Стюарт де Ротсей (1779—1845), британский дипломат, старший сын предыдущего. В 1828 году получил титул барона Стюарта де Ротсея
- Его преподобие достопочтенный Уильям Стюарт (1755—1822), епископ Армский (1800—1822), пятый сын 3-го графа Бьюта
- Уильям Стюарт (1798—1874), депутат Палаты общин от Армы и Бедфордшира, отец предыдущего
- Уильям Стюарт (1825—1893), депутат Палаты общин от Бедфорда, старший сын предыдущего
- Леди Луиза Стюарт (1757—1851), английская писательница, дочь 3-го графа Бьюта
- Лорд Эвелин Стюарт (1773—1842), военный и политик, депутат Палаты общин от Кардиффа, второй сын 1-го маркиза Бьюта
- Генри Вилье-Стюарт, 1-й барон Стюарт де Деси (1803—1874), депутат Палаты общин от Уотерфорда и Банбери, сын лорда Генри Крайтона-Стюарта, третьего сына 1-го маркиза Бьюта.
- Лорд Уильям Стюарт (1778—1814), капитан королевского флота и депутат Палаты общин, четвёртый сын 1-го маркиза Бьюта
- Лорд Джордж Стюарт (1780—1841), контр-адмирал королевского флота, пятый сын 1-го маркиза Бьюта
- Лорд Дадли Стюарт (1803—1854), депутат Палаты общин, шестой сын 1-го маркиза Бьюта
- лорд Патрик Крайтон-Стюарт (1794—1859), депутат Палаты общин от Кардиффа, второй сын лорда Маунтстюарта, старшего сына 1-го маркиза Бьюта
- Джеймс Крайтон-Стюарт (1824—1891), подполковник, депутат Палаты общин от Кардиффа, старший сын предыдущего
- Лорд Ниниан Крайтон-Стюарт (1883—1915), подполковник, депутат Палаты общин от Кардиффа, второй сын 3-го маркиза Бьюта. Погиб во время Первой мировой войны
- Лорд Колум Эдмунд Крайтон-Стюарт (1886—1957), депутат парламента от Норвича (1922—1945), третий (младший) сын 3-го маркиза Бьюта
- Лорд Роберт Крайтон-Стюарт (1909—1976), лорд-лейтенант Бьютшира (1967—1975), второй сын 4-го маркиза Бьюта

Титул учтивости старшего сына и наследника графов и маркизов Бьют — «Лорд Маунтстюарт». После того как 2-й маркиз Бьют унаследовал титул графа Дамфриса, его наследник стал носить титул учтивости — «Граф Дамфрис», а наследник последнего стал — «Лордом Маунтстюартом».
Нынешний 8-й маркиз Бьют Джон Брайсон Крайтон-Стюарт (род. 1989) стал именоваться лордом Маунтстюартом после того как его отец унаследовал титул маркиза в 1993 году. Это произошло потому, что его отец был хорошо известен как Джонни Дамфрис, граф Дамфрис. В настоящее время уже маркиз не носит титул учтивости — граф Дамфрис. Он был известен как Джек Дамфрис, а его отец был известен как Джон или Джонни Бьют.

## Имения

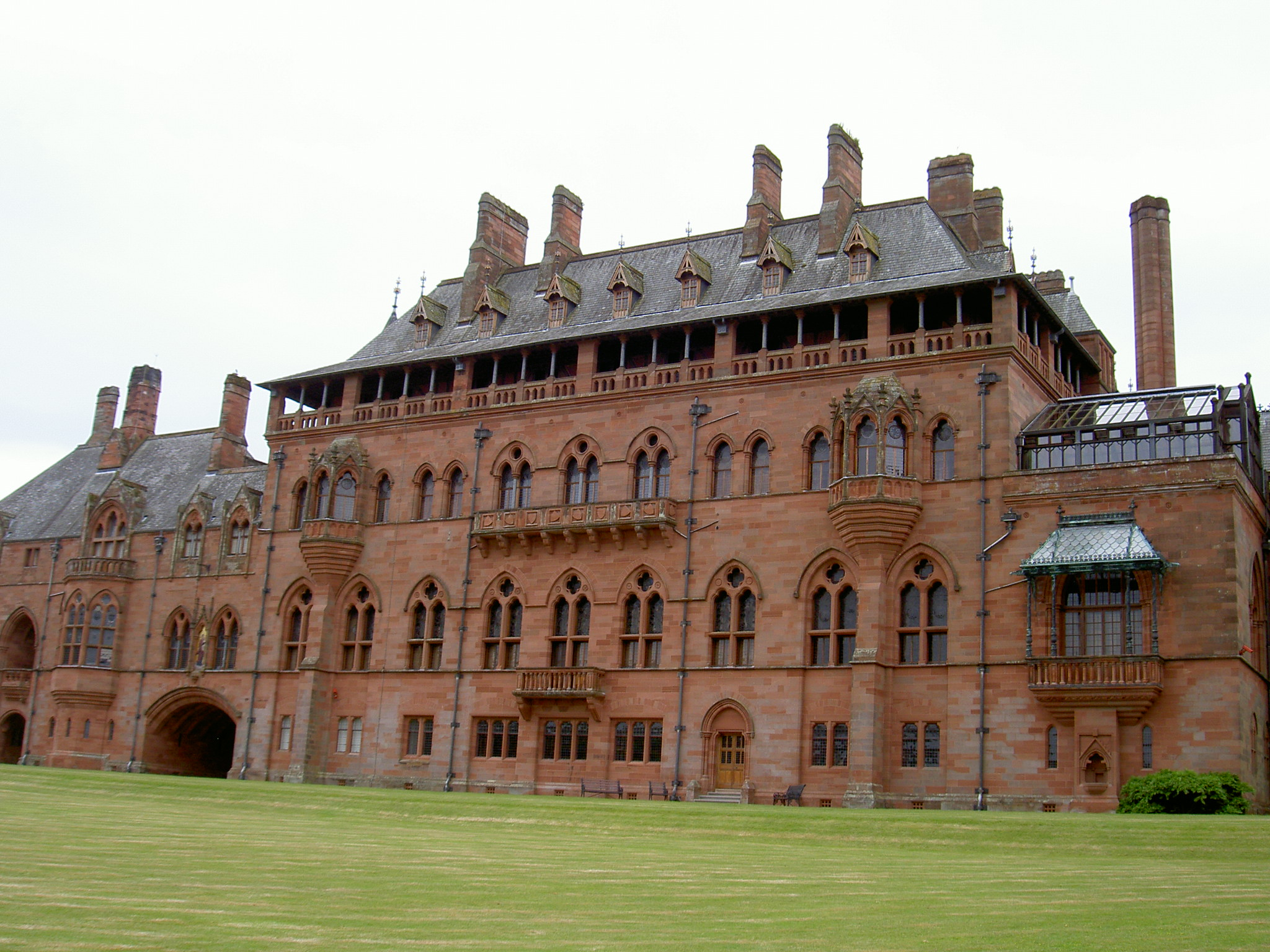
Маунтстюарт-хаус, резиденция маркизов Бьют

Семейная резиденция — Маунтстюарт в окрестностях Ротсея на острове Бьют. Нынешний (7-й) маркиз Бьют выставил на продажу другую семейную резиденцию Дамфрис-хаус под городом Камнок в Ист-Эршире. Переговоры маркиза с Национальным фондом Шотландии о покупке им фамильного поместья закончились безрезультатно. В 2007 году Дамфрис-хаус был куплен одним из благотворительных фондом принца Чарльза Виндзора, герцога Ротсея, за 20 млн фунтов стерлингов. После реконструкции Дамфрис-хаус был открыт для публики 6 июня 2008 года.

## Баронеты Стюарт из Бьюта (1627)
- 1627—1662: Сэр Джеймс Стюарт, 1-й баронет (ум. 1662), сын сэра Джона Стюарта из Ардмалейша (ум. 1619);
- 1662—1672: Сэр Дугалд Стюарт, 2-й баронет (ум. 1672), старший сын предыдущего;
- 1672—1710: Сэр Джеймс Стюарт, 3-й баронет (ум. 4 июня 1710), старший сын предыдущего, граф Бьют с 1703 года.

## Графы Бьют (1703)
- 1703—1710: Джеймс Стюарт, 1-й граф Бьют (ум. 4 июня 1710), старший сын 2-го баронета из Бьюта;
- 1710—1723: Джеймс Стюарт, 2-й граф Бьют (ум. 28 января 1723), единственный сын предыдущего;
- 1723—1792: Джон Стюарт, 3-й граф Бьют (25 мая 1713 — 10 марта 1792), старший сын предыдущего;
- 1792—1814: Джон Стюарт, 4-й граф Бьют (30 июня 1744 — 16 ноября 1814), старший сын предыдущего, маркиз Бьют с 1796 года.

## Маркизы Бьют (1796)

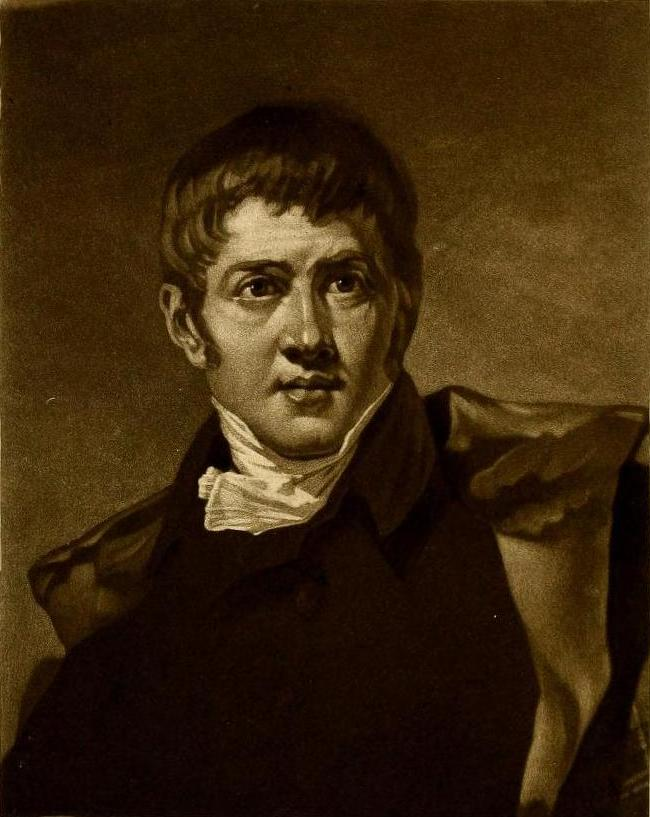
Джон Крайтон-Стюарт, 2-й маркиз Бьют (1793—1848)

- 1796—1814: Джон Стюарт, 1-й маркиз Бьют (30 июня 1744 — 16 ноября 1814), старший сын 3-го графа Бьюта;
- 1814—1848: Джон Крайтон-Стюарт, 2-й маркиз Бьют (25 сентября 1793 — 22 января 1848), старший сын Джона Стюарта, виконта Маунтстюарта (1767—1794), старшего сына предыдущего, 1803 года — 7-й граф Дамфриз;
- 1848—1900: Джон Патрик Крайтон-Стюарт, 3-й маркиз Бьют (12 сентября 1847 — 9 октября 1900), единственный сын предыдущего;
- 1900—1947: Джон Крайтон-Стюарт, 4-й маркиз Бьют (20 июня 1881 — 25 апреля 1947), старший сын предыдущего;
- 1947—1956: Джон Крайтон-Стюарт, 5-й маркиз Бьют (4 августа 1907 — 14 августа 1956), старший сын предыдущего;
- 1956—1993: Джон Крайтон-Стюарт, 6-й маркиз Бьют (27 февраля 1933 — 22 июля 1993), старший сын предыдущего;
- 1993—2021: Джон Колум Крайтон-Стюарт, 7-й маркиз Бьют (26 апреля 1958 — 22 марта 2021), старший сын предыдущего;
- 2021 — настоящее время: Джон Брайсон Крайтон-Стюарт, 8-й маркиз Бьют (род. 21 декабря 1989), единственный сын предыдущего от первого брака.

## Бароны Маунтстюарт (1761)
- 1761—1794: Мэри Стюарт, 1-я баронесса Маунтстюарт (19 января 1718 — 6 ноября 1794), единственная дочь сэра Эдварда Уортли Монтегю (1678—1761), с 1736 года жена Джона Стюарта, 3-го графа Бьюта;
- 1794—1814: Джон Крайтон-Стюарт, 4-й граф Бьют, 2-й барон Маунтстюарт (30 июня 1744 — 16 ноября 1814), старший сын предыдущей, маркиз Бьют с 1794 года.

Все последующие маркизы Бьют носили титул баронов Маунтстюарт.